# 李雅卿
李雅卿（1954年—），台北縣種籽親子實驗小學（種籽學苑）創辦人及首任校長、台北市自主學習實驗計畫（國中、高中六年一貫）主持人，籍貫台灣南投縣魚池鄉，致力於台灣教育改革。其主持的台北市自主學習實驗計畫曾被聯合國教科文組織譽為「亞洲最好的另類教育之一」。曾任《中國時報》記者（採訪組）、《中國時報》專欄組副主任、《商業周刊》副總編輯、主婦聯盟環境保護基金會發起人之一、毛毛蟲兒童哲學基金會發起人之一、自主學習促進會創辦人兼理事長。本身並為自主學習實踐者及提倡者，現任中華民國自主學習促進會執行長。

## 生平
曾經從事記者工作大約10年的李雅卿，因為孩子與台灣教育體制衝撞所產生的教育問題，辭職在家教育小孩，並深入研究另類教育方法。在經歷過家長、教師和行政人員的角色，從威權體制教育的傳統中轉變為致力於實踐、宣揚自主學習的經歷，使她能以不同的角度看待教育，並有效地與人分享自主學習的概念，協助別人找出實踐的方法，使他們著手改變。1991年曾全家至德國一年，其後並出書記載德國教育和台灣教育的不同產生的反思。1994年創辦種籽學苑，擔任種籽學苑第1任校長。後創辦及主持台北市自主學習實驗計畫，也是自主學習促進會發起人，現任中華民國自主學習促進會執行長。
李雅卿的教育實踐也影響了她的小孩。開放源碼程式設計師唐鳳和台灣另類教育研究先驅唐宗浩也都是自主學習的實踐者和提倡者。其著作的《種籽手記》曾為「全國教師票選十大必讀好書」之一，獲得中華民國全國教師會的推薦。

## 其教育哲學與理念
李雅卿持獨立、自主、自律、並反權威、體罰的教育理念，提倡「我－汝」（I-Thou）平等精神之師生關係，並堅持應給予學生完全的自主權，其中包括自主學習權，培養孩子完全獨立思考之能力，強調「自由」遠比「有人管」要困難得多，「自主學習」並不是「快樂學習」。並倡導民主學校，主張民主與法制觀念該在學生就學時即養成。其所創辦的學校與計劃之校園皆設有「校園法庭」，法官經由學生信任投票產生，法庭事務皆由學生主導。

## 著作
李雅卿的著作有：
- 《種籽手記》（Recollections from the seedlings school），遠流出版公司1997年初版，ISBN 9573232383
- 《成長戰爭》，商智文化1997年第一版，ISBN 9579873933
- 《天天驚喜》，商智文化1997年初版，ISBN 9578420293
- 《快子．違禁物品》
- 《乖孩子的傷，最重：自主學習書信集》，元尊文化1998年初版，ISBN 9578286252
- 《北政實驗手記：一個成長、衝突與愛的故事》，商智文化2000年第一版，ISBN 9576675871
- 《自主學習六講：知、行、悟的流轉》，自主學習促進會2006年第一版，ISBN 9868211808。
- 《自主學習六講：知、行、悟的流轉》，自主學習促進會2006年第一版，ISBN 9868211808。
- 《天才IT相オードリー・タンの母に聴く、子どもを伸ばす接し方》，角川書店（KADOKAWA）2021/6/23出版，ISBN 9784041112076。[1]

李雅卿總編輯的著作有：
- 《校園青少年人權手冊》，自主學習促進會2006年第一版，ISBN 9868211816
- 《異動中的永恆：紀念臺北市自主學習（國、高中六年一貫）實驗計畫》，自主學習促進會2006年第一版，ISBN 9868211824。

## 外部連結
- 台北市自主學習實驗計畫簡介 （页面存档备份，存于）
- 中華民國自主學習促進會 （页面存档备份，存于）

1. ↑  .   [2022-05-24]. （原始内容存档于2022-05-24） （日语）.